# Championnat du Mékong des clubs 2016
Navigation
Édition 2015 Édition 2017
Le Championnat du Mékong des clubs 2016 est la troisième édition du Championnat du Mékong des clubs, une compétition regroupant les clubs du Sud-Est asiatique, vainqueur de leur championnat ou de leur coupe nationale. Cette édition regroupe cinq formations représentant cinq nations : le Viêt Nam, le Laos, le Cambodge, la Birmanie et la Thaïlande.
Le principal changement dans le format de la compétition concerne la finale, qui est disputée sous forme de matchs aller-retour, alors qu'elle se jouait sur un seul match lors des deux premières éditions. Si le représentant thaïlandais entre toujours en lice en finale, en revanche, le représentant de la nation finaliste de l'édition précédente (à savoir Boeung Ket Angkor) obtient le droit de ne rentrer qu'au stade de la demi-finale, jouée à domicile.
C'est le tenant du titre, le club thaïlandais de Buriram United qui remporte à nouveau la compétition, après avoir battu les Laotiens de Lanexang United en finale. C'est le second titre du club thaï. L'attaquant et capitaine de Lanexang Soukaphone Vongchiengkham termine meilleur buteur avec un total de trois réalisations.

## Équipes participantes
Entre directement en finale :
- Buriram United - Vainqueur de la Thai League Cup 2016

Entre directement en demi-finale :
- Boeung Ket Angkor - Champion du Cambodge 2016

Entrent au premier tour :
- Đà Nẵng Club - 3e du championnat du Viêt Nam 2016
- Yadanarbon United - Champion de Birmanie 2016
- Lanexang United - Champion du Laos 2016

## Compétition

### Premier tour
| Rang | Équipe            | Pts | J | G | N | P | Bp | Bc | Diff |  | Résultats (▼ dom., ► ext.) |     |     |     |
| ---- | ----------------- | --- | - | - | - | - | -- | -- | ---- |  | -------------------------- | --- | --- | --- |
| 1    | Lanexang United   | 4   | 2 | 1 | 1 | 0 | 5  | 4  | +1   |  | Lanexang United            |     |     | 2-1 |
| 2    | Yadanarbon United | 2   | 2 | 0 | 2 | 0 | 5  | 5  | 0    |  | Yadanarbon United          | 3-3 |     |     |
| 3    | Đà Nẵng Club      | 1   | 2 | 0 | 1 | 1 | 3  | 4  | -1   |  | Đà Nẵng Club               |     | 2-2 |     |

| 5 novembre 2016 | Lanexang United                | 2 - 1 | Đà Nẵng Club        | Stade Anouvong, Vientiane                          |                                                    |
| 18:00           | Soukaphone 53e · Khampheng 74e |       | 14e Nguyen Vu Phong | Spectateurs : 6 885 Arbitrage : Farhad Bin Mohamed | Spectateurs : 6 885 Arbitrage : Farhad Bin Mohamed |
| 18:00           | (Rapport)                      |       |                     | Spectateurs : 6 885 Arbitrage : Farhad Bin Mohamed | Spectateurs : 6 885 Arbitrage : Farhad Bin Mohamed |

| 23 décembre 2016 | Đà Nẵng Club          | 2 - 2 | Yadanarbon United           | Stade Hàng Đẫy, Hanoï               |                                     |
| 18:00            | David 21e · Merlo 61e |       | 45e Myo Zaw Oo · 55e Omogba | Arbitrage : Muhammad Taqi Aljaafari | Arbitrage : Muhammad Taqi Aljaafari |
| 18:00            | (Rapport)             |       |                             | Arbitrage : Muhammad Taqi Aljaafari | Arbitrage : Muhammad Taqi Aljaafari |

| 27 décembre 2016 | Yadanarbon United                             | 3 - 3 | Lanexang United                            | Stade Mandalarthiri, Mandalay     |                                   |
| 18:00            | Yan Paing 21e · William 85e · Wada Yuya 90+3e |       | 11e Manolom · 13e Latsamy · 83e Soukaphone | Arbitrage : Alongkorn Feemuechang | Arbitrage : Alongkorn Feemuechang |
| 18:00            | (Rapport)                                     |       |                                            | Arbitrage : Alongkorn Feemuechang | Arbitrage : Alongkorn Feemuechang |

### Demi-finale
| 31 décembre 2016 | Boeung Ket Angkor | 0 - 3 | Lanexang United                                      | Stade olympique, Phnom Penh |  |
| 18:00            |                   |       | 39e Soukaphone · 45+2e Khochalern · 81e Keoviengphet |                             |  |
| 18:00            | (Rapport)         |       |                                                      |                             |  |

### Finale
| 4 janvier 2017 | Lanexang United | 1 - 0 | Buriram United | Stade Anouvong, Vientiane             |                                       |
| 18:00          | Khampheng 17e   |       |                | Arbitrage : Muhammad Nazmi Nasaruddin | Arbitrage : Muhammad Nazmi Nasaruddin |
| 18:00          | (Rapport)       |       |                | Arbitrage : Muhammad Nazmi Nasaruddin | Arbitrage : Muhammad Nazmi Nasaruddin |

| 8 janvier 2017 | Buriram United                    | 2 - 0 | Lanexang United | Stade Thammasat, Pathum Thani       |                                     |
| 19:00          | Diogo 36e (pen.) · Go Seul-ki 49e |       |                 | Arbitrage : Muhammad Taqi Aljaafari | Arbitrage : Muhammad Taqi Aljaafari |
| 19:00          | (Rapport)                         |       |                 | Arbitrage : Muhammad Taqi Aljaafari | Arbitrage : Muhammad Taqi Aljaafari |

| Championnat du Mékong des clubs 2016 Buriram United 2e titre |